# La Viga (estación)
La Viga es una de las estaciones que forman parte del Metro de la Ciudad de México, perteneciente a la Línea 8. Se ubica en el centro de la Ciudad de México, en el límite de las alcaldías Cuauhtémoc y Venustiano Carranza.

## Información general
Debe su nombre a estar situada cerca de la Calzada de la Viga y por el nombre que recibe el centro de distribución de pescados y mariscos conocido como Mercado de La Viga. El nombre de este mercado se debe a que en el siglo XIX en esta zona se encontraba un embarcadero ya que hasta aquí eran los límites de la ciudad y había chinampas en la zona y canales, el principal canal era el de La Viga que conectaba a Chalco, Xochimilco y Texcoco y era muy visitado por paseantes quienes navegaban en las famosas trajineras. Pero esto terminó a principios del siglo XX cuando se decidió entubar estos canales para permitir el crecimiento de la mancha urbana de la ciudad. El símbolo de la estación representa la silueta de dos peces o pescados.

## Afluencia
En 2014, La Viga fue la 18° estación, solo por encima de Chabacano, con menor afluencia en la red, registrando un uso de 2,040,336 pasajeros. La afluencia promedio de pasajeros en 2014 se registró de la siguiente manera:
| Tipo de día   | Afluencia promedio |
| ------------- | ------------------ |
| Día festivo   | 3,428              |
| Día laboral   | 5,933              |
| Fin de semana | 4,947              |
| Anual         | 5,590              |

La siguiente tabla muestra la afluencia de la estación en los últimos 10 años:
| Afluencia Anual de Pasajeros | Afluencia Anual de Pasajeros | Afluencia Anual de Pasajeros | Afluencia Anual de Pasajeros | Afluencia Anual de Pasajeros | Afluencia Anual de Pasajeros |
| ---------------------------- | ---------------------------- | ---------------------------- | ---------------------------- | ---------------------------- | ---------------------------- |
| Año                          | Afluencia                    | A Diario                     | Ranking                      | Incremento                   | Ref.                         |
| 2023                         | 2,287,007                    | 6,265                        | 151°/195                     | +6.53%                       | [ 3 ]                        |
| 2022                         | 2,146,807                    | 5,881                        | 149°/195                     | +34.22%                      | [ 4 ]                        |
| 2021                         | 1,599,439                    | 4,382                        | 154°/195                     | +17.94%                      | [ 5 ]                        |
| 2020                         | 1,356,163                    | 3,705                        | 176°/195                     | -51.66%                      | [ 6 ]                        |
| 2019                         | 2,805,291                    | 7,685                        | 171°/195                     | +6.46%                       | [ 7 ]                        |
| 2018                         | 2,635,022                    | 7,219                        | 173°/195                     | +12.09%                      | [ 8 ]                        |
| 2017                         | 2,350,772                    | 6,440                        | 177°/195                     | -8.71%                       | [ 9 ]                        |
| 2016                         | 2,575,023                    | 7,035                        | 173°/195                     | +2.83%                       | [ 10 ]                       |
| 2015                         | 2,504,240                    | 6,860                        | 164°/195                     | +1.36%                       | [ 11 ]                       |
| 2014                         | 2,470,567                    | 6,768                        | 167°/195                     | -2.06%                       | [ 12 ]                       |

## Salidas de la estación
- Nororiente: Calzada de la Viga esquina Guillermo Prieto, Colonia Jamaica
- Suroriente: Calzada de la Viga esquina Privada Rancho La Cruz, Colonia Jamaica.
- Norponiente: Calzada de la Viga esquina Calle Ventura Guillermo Tena, Colonia Asturias.
- Surponiente: Calzada de la Viga esquina Cerrada La Viga, Colonia Asturias.

## Recursos adicionales
- Plano de Barrio
- Manual para el usuario del Metro

- Datos: Q9019049
- Multimedia: Estación La Viga (Metro de México) / Q9019049